# 情慾 (瑪丹娜專輯)
《情慾》（英語：Erotica）是美國女歌手瑪丹娜第5張錄音室專輯，於1992年10月20日由瑪丹娜剛成立的Maverick娛樂公司發行。它亦是封面上有標示Parental Advisory（家長指導）警語的限制級作品。《情慾》在英美兩地都獲得亞軍，全美銷售數字達雙白金。

## 專輯 & 單曲

### 發行背景
在1992年2月25日舉辦的第34屆葛萊美獎中，瑪丹娜以金髮雄心演唱會（Blonde Ambition World Tour Live）獲頒「Best Music Video, Long Form」獎項，這是她生涯首座葛萊美獎。同年出演電影《紅粉聯盟》並演唱的主題曲〈這裡曾是我的遊樂場〉在1992年8月8日登上告示牌單曲榜榜首，成為瑪丹娜第10首美國冠軍單曲。就在外界揣測瑪丹娜接下來的新專輯走向時，殊不知她即將投下一顆震撼彈。
瑪丹娜在這一年創立了自己的多媒體娛樂公司《Maverick》，主要業務以發行音樂創作和電影作品為主，在公司成立之後隨即發行的專輯《情慾》成為開張之作。與《情慾》專輯同步發行的是寫真書《性》（Sex），這是一本限制級的書籍，裏頭顧名思義盡是包含了性虐待、自慰、群交等各種兒少不宜的不雅照。受到德國女演員Dita Parlo的啟發，瑪丹娜建立了另一個人格「Mistress Dita」，出現在寫真書《性》和專輯同名單曲〈情慾〉當中。

### 專輯簡介
《情慾》專輯的主題略帶沉重陰鬱，有別於瑪丹娜之前的作品，整張專輯以「生命」為主軸延伸拉開，從權利、愛情談到性幻想、種族歧視、愛滋病甚至於死亡等。瑪丹娜向來都直言無諱地向大眾宣告她想闡述的理念，不拐彎抹角也不遮遮掩掩，但因這張專輯的訴求實在太過於大膽，導致於聽慣她流行舞曲的歌迷們，一時之間無法接受。《情慾》專輯要表達的內容，其實與《性》寫真書並沒有太多的關聯性，但因為同步發行的《性》引起太大震撼，令大多消費者對寫真書的反感，連帶影響到排斥專輯，這是瑪丹娜自己也始料未及的事。在專輯叫好但不叫座的情況下，為她帶來了首波事業低潮期。

### 商業成績
《情慾》發行後在美國及英國最高只得到亞軍，在澳洲及法國則摘下冠軍，而在加拿大、德國、日本、新西蘭、西班牙等國家均有進入專輯榜前5名。《情慾》一共推出了六首單曲，是瑪丹娜所有專輯中發行最多單曲的一張。首支同名單曲〈情慾〉首週進入單曲榜就拿下第13名，隔周爬至最高名次第3名，銷售達金唱片。
第二支主打〈深深地〉則獲得第7名。第三首單曲〈壞女孩〉的音樂影片再次請來了大衛·芬奇執導，並由知名男星克里斯多夫·華肯擔任男主角，不過可惜的是，這樣子的組合並沒有替這支單曲帶來好成績，僅得到令人失望的第36名。第五支單曲〈雨〉，歌曲旋律優美動聽，音樂影片也拍的相當唯美，日本大師級人物坂本龍一也參與演出，最高成績第14名。雖然單曲在流行榜上的成績不盡理想，但仍有三首單曲拿下了舞曲榜的冠軍，分別是〈情慾〉、〈深深地〉和翻唱的〈慾火〉。
《情慾》的銷售量創下瑪丹娜專輯歷史新低。雖然仍經美國唱片業協會（RIAA）和英國唱片業協會（BPI）認證為雙白金專輯，但對於一位早已享譽全球的流行天后瑪丹娜而言，《情慾》的銷售成績並不如她此前的專輯。

## 樂壇震盪
《情慾》發行之後受到音樂評論家的正面肯定，多數樂評認為這是瑪丹娜最大膽的專輯，讚揚她不顧禁忌公然談及性和愛滋病，就連向來以嚴苛挑剔出名的《滾石雜誌》都給予這張專輯四顆星的高評價。不過，歌迷和樂評的喜好往往是有出入的，幾乎所有聽眾都認為這張專輯的主題太過於沉重灰暗，這並非是那些聽慣了娜式舞曲的歌迷能夠全盤接受的，因此也是導致專輯銷售成績不佳的原因之一。
瑪丹娜為進一步宣傳專輯，1993年她展開了第四次世界巡迴演唱會「女子秀」，這次的世界巡演又造成了另一話題風波，原因是演唱會開場時，一名半裸女舞者吊著鋼絲順著一根鋼管爬下來，瑪丹娜還打扮成一個揮舞著鞭子的女性施虐狂，大膽火辣的演出導致演唱會於部份巡迴的國家中發生爭議。加上同一年瑪丹娜在情色電影《肉體證據》中的演出，種種原因讓有些評論家忍不住跳出來，論道瑪丹娜已經離主流市場太遠，認為她的事業已經完蛋了。

## 曲目列表
| 曲序 | 曲目                                                  | 词曲                                   | 製作人            | 时长 |
| ---- | ----------------------------------------------------- | -------------------------------------- | ----------------- | ---- |
| 1.   | "Erotica"                                             | Madonna Shep Pettibone Anthony Shimkin | Madonna Pettibone | 5:20 |
| 2.   | "Fever"                                               | John Davenport Eddie Cooley            | Madonna Pettibone | 5:00 |
| 3.   | "Bye Bye Baby"                                        | Madonna Pettibone Shimkin              | Madonna Pettibone | 3:56 |
| 4.   | "Deeper and Deeper"                                   | Madonna Pettibone Shimkin              | Madonna Pettibone | 5:33 |
| 5.   | "Where Life Begins"                                   | Madonna Andre Betts                    | Madonna Betts     | 5:57 |
| 6.   | "Bad Girl"                                            | Madonna Pettibone Shimkin              | Madonna Pettibone | 5:23 |
| 7.   | "Waiting"                                             | Madonna Betts                          | Madonna Betts     | 5:46 |
| 8.   | "Thief of Hearts"                                     | Madonna Pettibone Shimkin              | Madonna Pettibone | 4:51 |
| 9.   | "Words"                                               | Madonna Pettibone Shimkin              | Madonna Pettibone | 5:55 |
| 10.  | "Rain"                                                | Madonna Pettibone                      | Madonna Pettibone | 5:25 |
| 11.  | "Why's It So Hard"                                    | Madonna Pettibone Shimkin              | Madonna Pettibone | 5:23 |
| 12.  | "In This Life"                                        | Madonna Pettibone                      | Madonna Pettibone | 6:23 |
| 13.  | "Did You Do It?"（feat. Mark Goodman 及 Dave Murphy） | Ciccone Betts Pettibone                | Madonna Betts     | 4:54 |
| 14.  | "Secret Garden"                                       | Madonna Betts                          | Madonna Betts     | 5:32 |

備註
- 〈Erotica〉採樣Kool and the Gang的歌曲〈Jungle Boogie〉。另外一首採樣歌曲是黎巴嫩歌手Fairuz的〈El Yom 'Ulliqa 'Ala Khashaba〉，後來其提出訴訟，最後在庭外和解。[1]
- 根據美國作曲家、作家和發行商協會 (ASCAP)，Anthony Shimkin是〈Erotica〉、〈Bye Bye Baby〉、〈Bad Girl〉、〈Thief of Hearts〉、〈Words〉、〈Why's It So Hard〉的協作人。Shimkin當時只被容許選擇一首專輯的曲目記錄上他的名字，因此專輯的小冊子只有他所選擇的〈Deeper and Deeper〉有刊載他作為作詞作曲人。[2]

## 單曲排行成績
| 年份 | 歌曲         | 美國單曲榜 | 美國舞曲榜 | 英國單曲榜 |
| ---- | ------------ | ---------- | ---------- | ---------- |
| 1992 | 情慾         | 3          | 1          | 3          |
| -    | 深深地       | 7          | 1          | 6          |
| 1993 | 壞女孩       | 36         | -          | 10         |
| -    | 慾火         | -          | 1          | 6          |
| -    | 雨           | 14         | -          | 7          |
| -    | Bye Bye Baby | -          | -          | -          |

## 外部連結
- Madonna.com > Discography(音樂作品) > Erotica

## 引用出處
1. ↑  . Sahafi.com. 2011-01-03. （原始内容存档于2013-07-04）.
2. ↑  Madonna ASCAP IPI# 211854787, Anthony Marc Shimkin ASCAP IPI# 334004118